# 윌리엄 러킹
윌리엄 러킹(William Lucking, 1941년 6월 17일 ~ )은 미국의 배우, 무대 연출가이다.

## 출연 작품
- 콘트라밴드 (2012년) - 버드 파라데이 역
- 슬립스트림 (2007년)
- 세상에서 가장 빠른 인디언 (2005년) - 롤리 프리 역
- 웰컴 투 더 정글 (2003년) - 월커 역
- 케이 팩스 (2001년)
- 에린 브로코비치 (2000년)
- 마이크 해머, 프라이빗 아이 (1997년)
- 모래 인간 (1995년)
- 리버 와일드 (1994년)
- 레스큐 미 (1993년)
- 스위트 머더 (1993, Poisoned by Love: The Kern County Murders)
- S.I.S. 필살처형 (1993년)
- 복제 인간 (1992년)
- 베이브 루스 (1991년)
- 헬 해스 노 퓨리 (1991년)
- 뻔한 거짓말 (1989년)
- 여시장과 FBI (1989년)
- 분노의 특공대 (1989년)
- 레이디킬러 (1988년)
- 쿵후 (1986년)
- 휴마노이드 (1985년)
- 애꾸눈 해피 (1982년)
- 남북전쟁 (1982년)
- 괴짜들의 병영 일지 (1981년)
- 9번째 배치 (1980년)
- 코스트 코스트 (1980년)
- 마지막 승부 (1975년)
- 초인 사베지 (1975년)
- 크레이지 월드 오브 줄리어스 브루더 (1974년)
- 오클라호마 유전 (1973년)
- 황야의 7인 3 (1972년)
- 와일드 로버스 (1971년)
- 해롤드와 모드 (1971년)

### 텔레비전
- 두 얼굴의 사나이 헐크 (1978년)
- A 특공대 (1983년)
- 달리는 사이먼 (1981년)
- 우리 생애 나날들 (1965년)
- 디즈니랜드 (1954년) - 번 역
- 레니게이드 (1992년)
- 썬즈 오브 아나키 (2012)